# 中野大輔
中野 大輔（なかの だいすけ, 1982年10月10日 - ）は元体操競技選手。

## 経歴・人物
6歳から体操を始める。幼年期にバレエの基礎を習得。体操のしなやかな演技に反映されている。
九州共立大学在学中、2003年（平成15年）のユニバーシアード大会で初代表入り。翌2004年（平成16年）アテネオリンピックでは唯一の大学生として代表に選出される。中野は最終選考のNHK杯において得点では佐野友治に次ぐ7位であったが、種目別のポイント集計（ゆか・跳馬を重視）で佐野を上回り、レギュラーとなる。アテネオリンピックでは、団体総合で優勝した。
2005年（平成17年）4月、福岡教育大学大学院に入学。同年末に、右手首を手術して以降は低迷が続く。2008年（平成20年）4月､北京オリンピック代表第2次選考会に参加するも右肩肉離れの負傷のため途中棄権､オリンピック連続出場の夢を断たれた｡2009年（平成21年）4月、塚原体操センターに入社し、朝日生命体操クラブ所属となった。
2011年9月に行われた全日本社会人選手権で右膝の靭帯を断裂。2012年3月10日に現役引退を表明。
引退後は、体操教室「中野大輔体操スクール」の運営のほか、2015年より ヒーローショー「ウルトラヒーローズ THE LIVE アクロバトル クロニクル」に出演している。
宮崎県小林市に移住し、2021年7月よりえびの市で体操教室を開いている。
2023年4月、宮崎県宮崎市にオープンした「ナカノ体操教室」の指導者となる。

## 主な戦歴
- 2001年、全日本選手権　種目別平行棒2位
- 2002年、全日本選手権　種目別ゆか優勝
- 2003年、全日本選手権　個人総合2位
- 2004年、全日本選手権　種目別ゆか2位
- 2004年、アテネオリンピック　団体総合優勝
- 2005年、全日本選手権　種目別平行棒3位